# Serie A1 2012-2013 (pallacanestro femminile)
Il campionato di Serie A1 di pallacanestro femminile 2012-2013 è l'82º organizzato in Italia.
È stato vinto dal Famila Wüber Schio in finale sulla Gesam Gas Lucca.

## Regolamento
Le squadre classificate dal primo all'ottavo posto al termine della regular season si qualificano ai play-off per l'assegnazione dello scudetto. A seguito della rinuncia del Club Atletico Romagna non ci saranno retrocessioni in Serie A2.

## Le squadre partecipanti
In un primo tempo il campionato doveva contare 14 squadre. Dopo la rinuncia all'iscrizione di Comense, Alcamo e della neo-promossa Vigarano, il CUS Cagliari è stato ripescato per riportare a 12 il numero di squadre partecipanti. Il 2 agosto 2012 anche la Geas Basket ha annunciato il suo abbandono, riducendo così il numero di squadre iscritte a 11.
Dalla Serie A2 sono state promosse CUS Chieti e Ceprini Costruzioni Orvieto.
Durante la pausa natalizia, il Club Atletico Romagna, che aveva acquistato i diritti di Serie A1 in estate dal Club Atletico Faenza, si è ritirato dal campionato. Le squadre partecipanti sono così diventate 10, con il conseguente annullamento di ogni retrocessione in Serie A2.
| Squadra         | Stagione | Allenatore              | Campo di gioco                        | Risultato stagione 2011-12        |
| --------------- | -------- | ----------------------- | ------------------------------------- | --------------------------------- |
| CUS Cagliari    | dettagli | Federico Xaxa           | PalaCUS di Cagliari                   | 11º posto in Serie A1             |
| CUS Chieti      | dettagli | Giuseppe Caboni         | Pala Santa Filomena di Chieti         | 3º posto in Serie A2 (Girone Sud) |
| C. Atl. Romagna | dettagli | Paolo Rossi             | Palasport di Castel Bolognese (RA)    | 6º posto in Serie A1              |
| Le Mura Lucca   | dettagli | Mirco Diamanti          | PalaTagliate di Lucca                 | 4º posto in Serie A1              |
| Azzurra Orvieto | dettagli | Angelo Bondi            | Palazzetto dello Sport di Porano (TR) | 4º posto in Serie A2 (Girone Sud) |
| Basket Parma    | dettagli | Mauro Procaccini        | PalaCiti di Parma                     | 7º posto in Serie A1              |
| Pall. Pozzuoli  | dettagli | Stefano Scotto di Luzio | PalaErrico di Pozzuoli (NA)           | 9º posto in Serie A1              |
| Trogylos Priolo | dettagli | Santo Coppa             | PalaPriolo di Priolo Gargallo (SR)    | 10º posto in Serie A1             |
| Famila Schio    | dettagli | Maurizio Lasi           | PalaCampagnola di Schio (VI)          | 2º posto in Serie A1              |
| Taranto Cras    | dettagli | Roberto Ricchini        | PalaMazzola di Taranto                | 1º posto in Serie A1              |
| Umbertide       | dettagli | Lorenzo Serventi        | PalaMorandi di Umbertide (PG)         | 5º posto in Serie A1              |

## Stagione regolare

### Classifica
|  |     | Classifica 2012-2013        | Pt | G  | V  | P  | CF   | CS   | Dif  |
|  | --- | --------------------------- | -- | -- | -- | -- | ---- | ---- | ---- |
|  | 1.  | Famila Wüber Schio          | 34 | 18 | 17 | 1  | 1250 | 1017 | +233 |
|  | 2.  | Gesam Gas Lucca             | 30 | 18 | 15 | 3  | 1168 | 907  | +261 |
|  | 3.  | Lavezzini Parma             | 26 | 18 | 13 | 5  | 1208 | 1084 | +124 |
|  | 4.  | Goldbet Taranto             | 24 | 18 | 12 | 6  | 1262 | 1027 | +235 |
|  | 5.  | Acqua&Sapone Umbertide      | 20 | 18 | 10 | 8  | 1132 | 1095 | +37  |
|  | 6.  | Trogylos Priolo             | 14 | 18 | 7  | 11 | 1158 | 1206 | -48  |
|  | 7.  | CUS Chieti                  | 10 | 18 | 5  | 13 | 1075 | 1290 | -215 |
|  | 8.  | Ceprini Costruzioni Orvieto | 8  | 18 | 4  | 14 | 1018 | 1177 | -159 |
|  | 9.  | GMA Pozzuoli                | 8  | 18 | 4  | 14 | 1087 | 1394 | -307 |
|  | 10. | CUS Cagliari                | 6  | 18 | 3  | 15 | 1091 | 1252 | -161 |
|  |     | Club Atletico Romagna       | -  | -  | -  | -  | -    | -    | -    |

### Risultati
| 1ª giornata |                              |        |
| 14 ott.     |                              | 6 gen. |
| 86-60       | Umbertide-Pozzuoli           | 75-61  |
| 71-60       | Chieti-Priolo                | 67-82  |
| 52-46       | Schio-Lucca                  | 49-47  |
| 72-58       | Taranto-C.A.Romagna          |        |
| 57-54       | Orvieto-Parma                | 53-65  |
|             | riposano: Cagliari e Taranto |        |

| 4ª giornata |                            |         |
| 4 nov.      |                            | 27 gen. |
| 75-53       | Schio-Chieti               | 76-49   |
| 68-69       | Priolo-Taranto             | 47-63   |
| 49-64       | Orvieto-Umbertide          | 66-68   |
| 56-54       | C.A.Romagna-Pozzuoli       |         |
| 67-69       | Cagliari-Parma             | 60-77   |
|             | riposano: Lucca e Pozzuoli |         |

| 7ª giornata |                            |         |
| 25 nov.     |                            | 17 feb. |
| 42-53       | Parma-Lucca                | 48-51   |
| 58-85       | Pozzuoli-Chieti            | 65-59   |
| 61-54       | Orvieto-Cagliari           | 60-73   |
| 34-51       | Umbertide-Schio            | 55-63   |
| 55-53       | C.A.Romagna-Priolo         |         |
|             | riposano: Taranto e Priolo |         |

| 10ª giornata |                            |         |
| 16 dic.      |                            | 17 mar. |
| 55-54        | Chieti-C.A.Romagna         |         |
| 64-61        | Parma-Umbertide            | 66-69   |
| 39-93        | Pozzuoli-Taranto           | 55-88   |
| 52-44        | Lucca-Orvieto              | 62-39   |
| 51-58        | Cagliari-Schio             | 56-73   |
|              | riposano: Orvieto e Chieti |         |

| 2ª giornata |                         |         |
| 21 ott.     |                         | 13 gen. |
| 55-72       | Priolo-Lucca            | 58-83   |
| 80-65       | Orvieto-Pozzuoli        | 54-63   |
| 66-56       | Umbertide-Taranto       | 51-74   |
| 47-53       | C.A.Romagna-Parma       |         |
| 58-39       | Cagliari-Chieti         | 71-85   |
|             | riposano: Schio e Parma |         |

| 5ª giornata |                           |        |
| 11 nov.     |                           | 3 feb. |
| 69-62       | Pozzuoli-Cagliari         | 60-78  |
| 65-71       | Taranto-Schio             | 71-74  |
| 61-55       | Umbertide-Priolo          | 55-58  |
| 46-64       | C.A.Romagna-Orvieto       |        |
| 45-73       | Chieti-Lucca              | 48-94  |
|             | riposano: Parma e Orvieto |        |

| 8ª giornata |                           |         |
| 2 dic.      |                           | 24 feb. |
| 60-84       | Chieti-Taranto            | 42-71   |
| 95-54       | Parma-Pozzuoli            | 89-86   |
| 66-46       | Schio-Orvieto             | 71-58   |
| 72-53       | Lucca-C.A.Romagna         |         |
| 55-83       | Cagliari-Priolo           | 55-75   |
|             | riposa: Umbertide e Lucca |         |

| 11ª giornata |                     |         |
| 19 dic.      |                     | 28 mar. |
| 82-43        | Schio-Pozzuoli      | 87-81   |
| 51-70        | Priolo-Parma        | 52-71   |
| 66-74        | Orvieto-Chieti      | 61-59   |
| 55-50        | Taranto-Lucca       | 60-66   |
| 80-53        | Umbertide-Cagliari  | 63-58   |
|              | riposa: C.A.Romagna |         |

| 3ª giornata |                              |         |
| 28 ott.     |                              | 20 gen. |
| 66-64       | Parma-Schio                  | 62-84   |
| 74-71       | Pozzuoli-Priolo              | 63-67   |
| 69-62       | Lucca-Cagliari               | 75-66   |
| 74-47       | Taranto-Orvieto              | 71-54   |
| 68-51       | Umbertide-C.A.Romagna        |         |
|             | riposano: Chieti e Umbertide |         |

| 6ª giornata |                            |         |
| 18 nov.     |                            | 10 feb. |
| 62-70       | Chieti-Parma               | 48-75   |
| 73-54       | Schio-C.A.Romagna          |         |
| 81-63       | Priolo-Orvieto             | 10 mar. |
| 66-45       | Lucca-Umbertide            | 66-48   |
| 52-70       | Cagliari-Taranto           | 60-86   |
|             | riposano: Pozzuoli e Schio |         |

| 9ª giornata |                              |        |
| 9 dic.      |                              | 3 mar. |
| 45-61       | Pozzuoli-Lucca               | 46-82  |
| 73-78       | Priolo-Schio                 | 61-76  |
| 52-58       | Taranto-Parma                | 60-67  |
| 90-66       | Umbertide-Chieti             | 61-63  |
| 59-33       | C.A.Romagna-Cagliari         |        |
|             | riposano: Orvieto e Cagliari |        |

## Play-off

### Tabellone
|  | Quarti di finale | Quarti di finale   | Quarti di finale   | Quarti di finale | Quarti di finale |    |                    | Semifinali | Semifinali | Semifinali | Semifinali | Semifinali | Semifinali | Semifinali |  |  | Finali | Finali             | Finali | Finali | Finali | Finali | Finali |
|  |                  |                    |                    |                  |                  |    |                    |            |            |            |            |            |            |            |  |  |        |                    |        |        |        |        |        |
|  | 1                | Famila Wüber Schio | 89                 | 80               |                  |    |                    |            |            |            |            |            |            |            |  |  |        |                    |        |        |        |        |        |
|  | 8                | Ceprini Orvieto    | 37                 | 73               |                  |    |                    |            |            |            |            |            |            |            |  |  |        |                    |        |        |        |        |        |
|  | 8                | Ceprini Orvieto    | 37                 | 73               |                  | 1  | Famila Wüber Schio | 84         | 76         | 73         |            |            |            |            |  |  |        |                    |        |        |        |        |        |
|  |                  |                    |                    |                  |                  | 1  | Famila Wüber Schio | 84         | 76         | 73         |            |            |            |            |  |  |        |                    |        |        |        |        |        |
|  |                  | 5                  | Acqua&S. Umbertide | 43               | 58               | 67 |                    |            |            |            |            |            |            |            |  |  |        |                    |        |        |        |        |        |
|  | 4                | 5                  | Acqua&S. Umbertide | 43               | 58               | 67 | Goldbet Taranto    | 58         | 62         |            |            |            |            |            |  |  |        |                    |        |        |        |        |        |
|  | 4                |                    |                    |                  |                  |    | Goldbet Taranto    | 58         | 62         |            |            |            |            |            |  |  |        |                    |        |        |        |        |        |
|  | 5                | Acqua&S. Umbertide | 66                 | 64               |                  |    |                    |            |            |            |            |            |            |            |  |  |        |                    |        |        |        |        |        |
|  |                  |                    |                    |                  |                  |    |                    |            |            |            |            |            |            |            |  |  | 1      | Famila Wüber Schio | 63     | 69     | 67     |        |        |
|  |                  |                    | 2                  | Gesam Gas Lucca  | 58               | 52 | 48                 |            |            |            |            |            |            |            |  |  |        |                    |        |        |        |        |        |
|  | 2                | Gesam Gas Lucca    | 83                 | 92               |                  |    |                    |            |            |            |            |            |            |            |  |  |        |                    |        |        |        |        |        |
|  | 7                | CUS Chieti         | 47                 | 35               |                  |    |                    |            |            |            |            |            |            |            |  |  |        |                    |        |        |        |        |        |
|  | 7                | CUS Chieti         | 47                 | 35               |                  | 2  | Gesam Gas Lucca    | 71         | 62         | 73         |            |            |            |            |  |  |        |                    |        |        |        |        |        |
|  |                  |                    |                    |                  |                  | 2  | Gesam Gas Lucca    | 71         | 62         | 73         |            |            |            |            |  |  |        |                    |        |        |        |        |        |
|  |                  | 3                  | Lavezzini Parma    | 64               | 56               | 51 |                    |            |            |            |            |            |            |            |  |  |        |                    |        |        |        |        |        |
|  | 3                | 3                  | Lavezzini Parma    | 64               | 56               | 51 | Lavezzini Parma    | 59         | 62         |            |            |            |            |            |  |  |        |                    |        |        |        |        |        |
|  | 3                |                    |                    |                  |                  |    | Lavezzini Parma    | 59         | 62         |            |            |            |            |            |  |  |        |                    |        |        |        |        |        |
|  | 6                | Trogylos Priolo    | 50                 | 52               |                  |    |                    |            |            |            |            |            |            |            |  |  |        |                    |        |        |        |        |        |

### Quarti di finale
La serie si è disputata al meglio delle 3 gare: la prima partita si è giocata in casa della squadra meglio piazzata, la seconda a campi invertiti. Non sono state necessarie belle.

#### Schio - Orvieto
| Schio 4 aprile 2013, ore 20:30                     | Famila Wüber Schio | 89 – 37 (18-6, 38-17, 60-28) | Ceprini Costruzioni Orvieto | PalaCampagnola |
| \| \| \| \| \| Lavender 19 \| Punti \| 10 Gulak \| |                    |                              |                             |                |
|                                                    |                    |                              |                             |                |
| Lavender 19                                        | Punti              | 10 Gulak                     |                             |                |

| Porano 7 aprile 2013, ore 18:00                    | Ceprini Costruzioni Orvieto | 73 – 80 (19-28, 36-41, 54-59) | Famila Wüber Schio | Palazzetto dello Sport |
| \| \| \| \| \| Mariani 20 \| Punti \| 18 Macchi \| |                             |                               |                    |                        |
|                                                    |                             |                               |                    |                        |
| Mariani 20                                         | Punti                       | 18 Macchi                     |                    |                        |

#### Lucca - Chieti
| Lucca 4 aprile 2013, ore 20:30                        | Gesam Gas Lucca | 83 – 47 (20-11, 43-28, 60-35) | CUS Chieti | PalaTagliate |
| \| \| \| \| \| Johnson 25 \| Punti \| 18 Sepúlveda \| |                 |                               |            |              |
|                                                       |                 |                               |            |              |
| Johnson 25                                            | Punti           | 18 Sepúlveda                  |            |              |

| Chieti 7 aprile 2013, ore 18:00                        | CUS Chieti | 35 – 92 (11-27, 17-46, 22-68) | Gesam Gas Lucca | PalaSantaFilomena |
| \| \| \| \| \| González 15 \| Punti \| 22 Růžičková \| |            |                               |                 |                   |
|                                                        |            |                               |                 |                   |
| González 15                                            | Punti      | 22 Růžičková                  |                 |                   |

#### Parma - Priolo
| Parma 4 aprile 2013, ore 20:30                   | Lavezzini Parma | 59 – 50 (8-19, 28-31, 44-39) | Trogylos Priolo | PalaCiti |
| \| \| \| \| \| Kireta 18 \| Punti \| 12 Seino \| |                 |                              |                 |          |
|                                                  |                 |                              |                 |          |
| Kireta 18                                        | Punti           | 12 Seino                     |                 |          |

| Priolo Gargallo 7 aprile 2013, ore 18:00           | Trogylos Priolo | 52 – 62 (10-18, 27-26, 33-43) | Lavezzini Parma | PalaPriolo |
| \| \| \| \| \| Donvito 16 \| Punti \| 14 Harmon \| |                 |                               |                 |            |
|                                                    |                 |                               |                 |            |
| Donvito 16                                         | Punti           | 14 Harmon                     |                 |            |

#### Taranto - Umbertide
| Taranto 4 aprile 2013, ore 20:30                | Goldbet Taranto | 58 – 66 (14-14, 36-24, 51-47) | Acqua&Sapone Umbertide | PalaMazzola |
| \| \| \| \| \| Antibe 14 \| Punti \| 24 Moss \| |                 |                               |                        |             |
|                                                 |                 |                               |                        |             |
| Antibe 14                                       | Punti           | 24 Moss                       |                        |             |

| Umbertide 7 aprile 2013, ore 18:00                 | Acqua&Sapone Umbertide | 64 – 62 (19-15, 28-35, 47-47) | Goldbet Taranto | Palamorandi |
| \| \| \| \| \| Moss 26 \| Punti \| 14 Petronytė \| |                        |                               |                 |             |
|                                                    |                        |                               |                 |             |
| Moss 26                                            | Punti                  | 14 Petronytė                  |                 |             |

### Semifinali
La serie si è disputata al meglio delle 5 gare: la prima partita si è giocata in casa della squadra peggio piazzata, la seconda e la terza. La quarta e la quinta gara non sono state necessarie.

#### Umbertide - Schio
| Umbertide 14 aprile 2013, ore 18:00              | Acqua&Sapone Umbertide | 43 – 84 (7-26, 25-46, 39-69) | Famila Wüber Schio | Palamorandi |
| \| \| \| \| \| Moss 13 \| Punti \| 15 Nadalin \| |                        |                              |                    |             |
|                                                  |                        |                              |                    |             |
| Moss 13                                          | Punti                  | 15 Nadalin                   |                    |             |

| Schio 17 aprile 2013, ore 20:30                     | Famila Wüber Schio | 76 – 58 (18-13, 36-30, 55-42) | Acqua&Sapone Umbertide | PalaCampagnola |
| \| \| \| \| \| Lavender 18 \| Punti \| 14 Halman \| |                    |                               |                        |                |
|                                                     |                    |                               |                        |                |
| Lavender 18                                         | Punti              | 14 Halman                     |                        |                |

| Schio 19 aprile 2013, ore 20:30                   | Famila Wüber Schio | 73 – 67 (21-17, 42-34, 55-56) | Acqua&Sapone Umbertide | PalaCampagnola |
| \| \| \| \| \| Lavender 19 \| Punti \| 30 Moss \| |                    |                               |                        |                |
|                                                   |                    |                               |                        |                |
| Lavender 19                                       | Punti              | 30 Moss                       |                        |                |

#### Parma - Lucca
| Parma 14 aprile 2013, ore 18:00                 | Lavezzini Parma | 64 – 71 (15-15, 28-44, 44-56) | Gesam Gas Lucca | PalaCiti |
| \| \| \| \| \| Harmon 26 \| Punti \| 16 Ress \| |                 |                               |                 |          |
|                                                 |                 |                               |                 |          |
| Harmon 26                                       | Punti           | 16 Ress                       |                 |          |

| Lucca 17 aprile 2013, ore 20:30                       | Gesam Gas Lucca | 62 – 56 (17-16, 31-35, 48-42) | Lavezzini Parma | PalaTagliate |
| \| \| \| \| \| Johnson 18 \| Punti \| 14 Franchini \| |                 |                               |                 |              |
|                                                       |                 |                               |                 |              |
| Johnson 18                                            | Punti           | 14 Franchini                  |                 |              |

| Lucca 19 aprile 2013, ore 20:30                    | Gesam Gas Lucca | 73 – 51 (17-17, 35-26, 57-36) | Lavezzini Parma | PalaTagliate |
| \| \| \| \| \| Johnson 18 \| Punti \| 18 Kireta \| |                 |                               |                 |              |
|                                                    |                 |                               |                 |              |
| Johnson 18                                         | Punti           | 18 Kireta                     |                 |              |

### Finale
La serie si disputa al meglio delle 5 gare: la prima e la quarta partita si giocano in casa della squadra peggio piazzata, la seconda, la terza e la quinta a campi invertiti.
| Lucca 29 aprile 2013, ore 20:30                    | Gesam Gas Lucca | 58 – 63 (13-20, 27-36, 45-44) | Famila Wüber Schio | PalaTagliate |
| \| \| \| \| \| Dotto 12 \| Punti \| 16 Lavender \| |                 |                               |                    |              |
|                                                    |                 |                               |                    |              |
| Dotto 12                                           | Punti           | 16 Lavender                   |                    |              |

| Schio 2 maggio 2013, ore 20:30                              | Famila Wüber Schio | 69 – 52 (17-17, 42-34, 50-48) | Gesam Gas Lucca | PalaCampagnola |
| \| \| \| \| \| Macchi, Wambe 14 \| Punti \| 12 Růžičková \| |                    |                               |                 |                |
|                                                             |                    |                               |                 |                |
| Macchi, Wambe 14                                            | Punti              | 12 Růžičková                  |                 |                |

| Schio 4 maggio 2013, ore 20:30                         | Famila Wüber Schio | 67 – 48 (17-6, 33-20, 48-35) | Gesam Gas Lucca | PalaCampagnola |
| \| \| \| \| \| Lavender 15 \| Punti \| 17 Růžičková \| |                    |                              |                 |                |
|                                                        |                    |                              |                 |                |
| Lavender 15                                            | Punti              | 17 Růžičková                 |                 |                |

## Supercoppa
La Supercoppa di Lega è la coppa in palio tra le vincitrici del campionato e della Coppa Italia dell'anno precedente. Nel caso in cui la vincitrice sia la stessa squadra partecipa l'altra finalista di Coppa Italia.
| Arbitri: | Pierpaolo Canestrelli Mauro Belfiore |

|                 |          |                  |
| Mahoney 20      | Punti    | 16 Sottana       |
| Gatti, Zanoni 2 | Assist   | 3 Godin          |
| Petronytė 7     | Rimbalzi | 7 Godin, Nadalin |

## Verdetti
- Campione d'Italia:  Famila Wüber Schio
Formazione: Chiara Consolini, Danielle McCray, Giorgia Sottana, Laura Benko, Kathy Wambe, Raffaella Masciadri, Emanuela Ramon, Élodie Godin, Jantel Lavender, Jenifer Nadalin, Elisa Ercoli, Martina Mosetti, Eleonora Zanetti, Laura Macchi. Allenatore: Maurizio Lasi.
- Vincitrice Coppa Italia:  Famila Wüber Schio
- Vincitrice Supercoppa:  Famila Wüber Schio
- Rinunce a campionato in corso:  Club Atletico Romagna.